# كريم طابو
كريم طابو برلماني جزائري مناضل سياسي، ناشط حقوقي، الناطق الرسمي باسم حزب الاتحاد الديمقراطي الاجتماعي ( غير متعمد ) و هو من أوجه الحراك الشعبي.

## نشاته
ولد 02 جوان 1973 بقرية الواضية بولاية تيزي وزو من عائلة متواضعة، له 8 اخوة. أبوه بناء. درس الاقتصاد في جامعة مولود معمري و تخرج سنة 1999. هو متزوج وأب لطفلين.

## نشاطه السياسي
انضم في شبابه إلى حزب جبهة القوى الاشتراكية. ثم عينه حسين آيت أحمد سكرتير أول بين الفترة الزمنية 2007 و 2011 ليكون اصغر سكريتير حزب في الجزائر. و قاطع الانتخابات التشريعية عام 2007 و الرئاسية عام 2009 و قال أن الانتخابات في الجزائر شكلية فقط. وعارض كذلك تغيير الدستور عام 2008 الذي فتح عدد العهدات الرئاسية واصفا إياه بالمهزلة.
استقال عام 2012 مع 59 شخص من جبهة القوى الاشتراكية بعد مشاكل مع أعضاء من الحزب قرر بعد ذلك إنشاء حزب جديد : حزب الاتحاد الديمقراطي الاجتماعي ولم يتم بعد قبول الحزب إلى اليوم. قال انه انسحب من جبهة القوى الاشتراكية لأنه لم يصبح حزبا معارضا.
انتخب كنائب في البرلمان في عهدة 2012-2017 بولاية تيزي وزو. وعند إعلان ترشح بوتفليقة لعهدة رابعة، عارض الفكرة وقال إن الجزائر (خرجت من التاريخ). وعارض التعديل الدستوري لعام 2016.
و في أحد الندوات في مدينة خراطة، هاجم قائد الأركان قائلا «يستحيل أن تسمى الجزائر قوة إقليمية بقائد أركان ليست لديه كفاءة مهنية ولا كفاءة سياسية ولا كفاءة تسيير دولة بحجم الجزائر. الجزائر بحاجة إلى قائد أركان في عمر الـ40 سنة ويتمتع بكفاءة». ثمّ أضاف طابو قائلًا: «لسنا بحاجة إلى قائد (يقصد قايد صالح) يحوّل مؤسسة (يقصد الجيش) إلى حزب سياسي أو مؤسسة قمعية، ويحاول مناورة شعب أراد الحرية»، واصفًا قيادة الجيش الجزائري بـ«الاستعمار الجديد».
شارك في الحراك الشعبي وكان من ابرز رموزه.

## اعتقاله وسجنه
اعتقل لأول مرة يوم 12 سبتمبر 2019 بتهمة المساس بمعنويات الجيش. وافرج عنه بوم 25 سبتمبر 2019 ليعتقل مرة أخرى في اليوم الموالي.
أثناء محاكمته يوم 04 مارس 2020، قال انه يرفض العنف والتيارات الانفصالية، وانه لا جزائر بدون منطقة القبائل ولا منطقة القبائل بدون الجزائر.
قضت محكمة الابتدائية في العاصمة يوم 13 مارس 2020 بالسجن لمدة 6 أشهر بتهمة المساس بسلامة وحدة الوطن. ثم قضت محكمة الاستئناف يوم 24 مارس 2020 بالسجن لعام نافذ.
أدانته محكمة بئر مراد رايس بالجزائر العاصمة بستة أشهر حبس موقوفة التنفيذ و50 ألف دينار جزائري غرامة مالية، وذلك في القضية التي رفعها ضده رئيس مجلس حقوق الإنسان السابق (هيئة تابعة للرئاسة) بوزيد لزهاري.
كما أطلقت جمعيات جزائرية ودولية لحقوق الإنسان، بما في ذلك الفدرالية الدولية لحقوق الإنسان والمنظمة الدولية لمناهضة التعذيب نداءا إلى السلطات الجزائرية من أجل “الإفراج عنه و عن المعتقلين المحتجزين ظلماً” و”فتح مساحات للمجتمع المدني”.